# Quim Torra
Torra i Pla est un nom catalan. Le premier nom de famille, paternel, est Torra ; le second, maternel, souvent omis, est Pla ; les deux sont fréquemment liés par la conjonction « i ».
Joaquim Torra i Pla, dit Quim Torra, né le 28 décembre 1962 à Blanes, est un avocat, éditeur, écrivain et homme politique espagnol, président de la généralité de Catalogne de 2018 à 2020.
Il étudie le droit à l'université autonome de Barcelone et devient avocat en 1985. Deux ans plus tard, il est recruté par les assurances suisses Winterthur. Il y travaille 20 ans, puis se lance dans l'édition. À cette occasion, il se rapproche de la mouvance souverainiste de l'Union démocratique de Catalogne (UDC).
À cause de réticences internes, la Gauche républicaine de Catalogne (ERC) renonce à l'investir tête de liste dans la circonscription de Gérone aux élections générales anticipées de 2011. À la demande du maire convergent de Barcelone Xavier Trias, il organise en 2014 la commémoration du tricentenaire du siège de la ville. Il est relevé de ses fonctions en 2015 avec l'arrivée au pouvoir de la gauche alternative. Il préside ensuite temporairement l'association indépendantiste Òmnium Cultural pendant quatre mois.
Personnalité fortement engagée dans le mouvement indépendantiste, il est élu député au Parlement de Catalogne en décembre 2017, puis investi président de la Généralité en mai 2018, sur décision de Carles Puigdemont, alors en exil. Sa désignation fait l'objet d'une controverse en raison d'anciens écrits présentés comme racistes, et il accède à la direction du gouvernement autonome sans le soutien des radicaux de la CUP. En formant son gouvernement, il tente de nommer quatre personnalités en détention provisoire ou considérée comme en fuite par la justice espagnole, mais il est contraint d'y renoncer pour des raisons légales.
Il alterne ensuite entre des prises de position radicales et une approche plus modérée, participant deux fois en six mois à une rencontre officielle avec le président du gouvernement espagnol Pedro Sánchez. Au cours de l'année 2019, il échoue à convaincre la CUP ou une partie de la gauche de voter sa loi de finances. Il est jugé à la fin de l'année pour désobéissance, après avoir refusé de retirer un symbole indépendantiste du siège du gouvernement en pleine campagne électorale. Après sa condamnation à 18 mois d'interdiction d'exercice d'une charge publique, la Commission électorale centrale se prononce en faveur de sa destitution en janvier 2020. Il est destitué le 29 septembre 2020 à la suite du jugement rendu par le Tribunal suprême.

## Enfance et famille
Joaquim Torra i Pla, dit « Quim », naît le 28 décembre 1962 à Blanes, une petite ville de la comarque de La Selva, dans le sud de la province de Gérone. Son père — Joaquim Torra — est ingénieur industriel. La majeure partie de sa famille vit à Santa Coloma de Farners.
Il est marié à Carola Miró, enseignante née en 1965 à Barcelone. Ils résident à Sant Gervasi, à l'ouest de la capitale de la Catalogne, et ont trois enfants. Ils se sont rencontrés au cours de leurs études universitaires — bien qu'ils aient été élevés sans le savoir par les mêmes jésuites — par l'intermédiaire d'une amie commune. Malade d'un cancer depuis 2015 et dont elle avait été opérée en 2020, Carola Miró meurt le 4 mai 2024 à 58 ans à Gérone.

## Vie professionnelle
Quim Torra obtient une licence en droit à l'université autonome de Barcelone (UAB) en 1985. Il devient alors avocat au barreau de Barcelone.
En 1987, il est recruté comme avocat de la société suisse Winterthur assurances. Il s'installe en Suisse en 2005 pour exercer les fonctions de directeur. Il quitte l'entreprise deux ans plus tard, en 2007,.

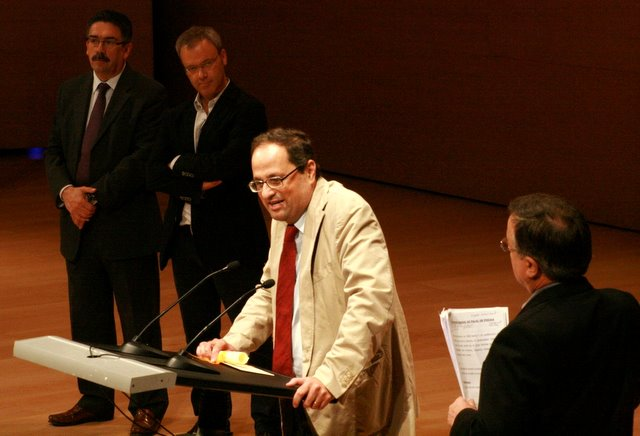
Quim Torra reçoit le prix Carles-Rahola de l'essai en 2009.

Revenu en Catalogne, il se consacre alors à l'écriture d'articles et essais politiques. En 2008, il fonde grâce à ses indemnités de licenciement la maison d'édition A Contra Vent. La société se spécialise dans la récupération et la publication des écrits de journalistes catalans pendant la Seconde République et l'exil sous le franquisme. Cette expérience professionnelle lui permet d'être remarqué dans les milieux catalanistes. Il se rapproche ainsi de l'Union démocratique de Catalogne (UDC ou Unió), nouant des liens avec le secteur souverainiste du parti,.
Il reçoit en 2009 le prix Carles-Rahola de l'essai — un des prix littéraires de Gérone remis par la fondation Prudenci-Bertrana — pour son ouvrage Viatge involuntari a la Catalunya impossible. Il rejoint cette même année le parti indépendantiste de gauche Reagrupament — né d'une scission de la Gauche républicaine de Catalogne (ERC) — de manière très brève.
Il est choisi en 2011 comme directeur de la société publique locale d'aménagement barcelonaise Foment de Ciutat Vella.

## Figure de l'indépendantisme

### À la mairie de Barcelone
Avec l'avocat Jordi Cortada, Quim Torra présente en 2011 une requête auprès de la Cour européenne des droits de l'homme contre la décision d'inconstitutionnalité partielle du statut d'autonomie de la Catalogne de 2006 adoptée par le Tribunal constitutionnel espagnol. Cette requête est rejetée l'année suivante.
Dans la perspective des élections législatives anticipées du 20 novembre 2011, le président d'ERC Oriol Junqueras lui propose d'être tête de liste dans la circonscription électorale de Gérone. Bien qu'il ait accepté, sa candidature est rejetée par la direction provinciale du parti.
Il appartient au conseil permanent de l'Assemblée nationale catalane (ANC) depuis 2011. Il devient en 2012 directeur d'El Born Centre Cultural de Barcelone — un espace consacré à l'histoire de la ville durant la Guerre de Succession d'Espagne — sur décision du maire Xavier Trias. Il organise ainsi les commémorations du tricentenaire du siège de Barcelone de 1714.
Peu après l'arrivée au pouvoir d'Ada Colau, il est relevé de ses fonctions par le nouveau commissaire à la Mémoire historique de la mairie, Xavier Domènech, qui considère que ses travaux relèvent d'un projet idéologique et non historique. Il est alors nommé directeur de la revue Revista de Catalunya en mai 2015.

### Président par intérim d'Òmnium

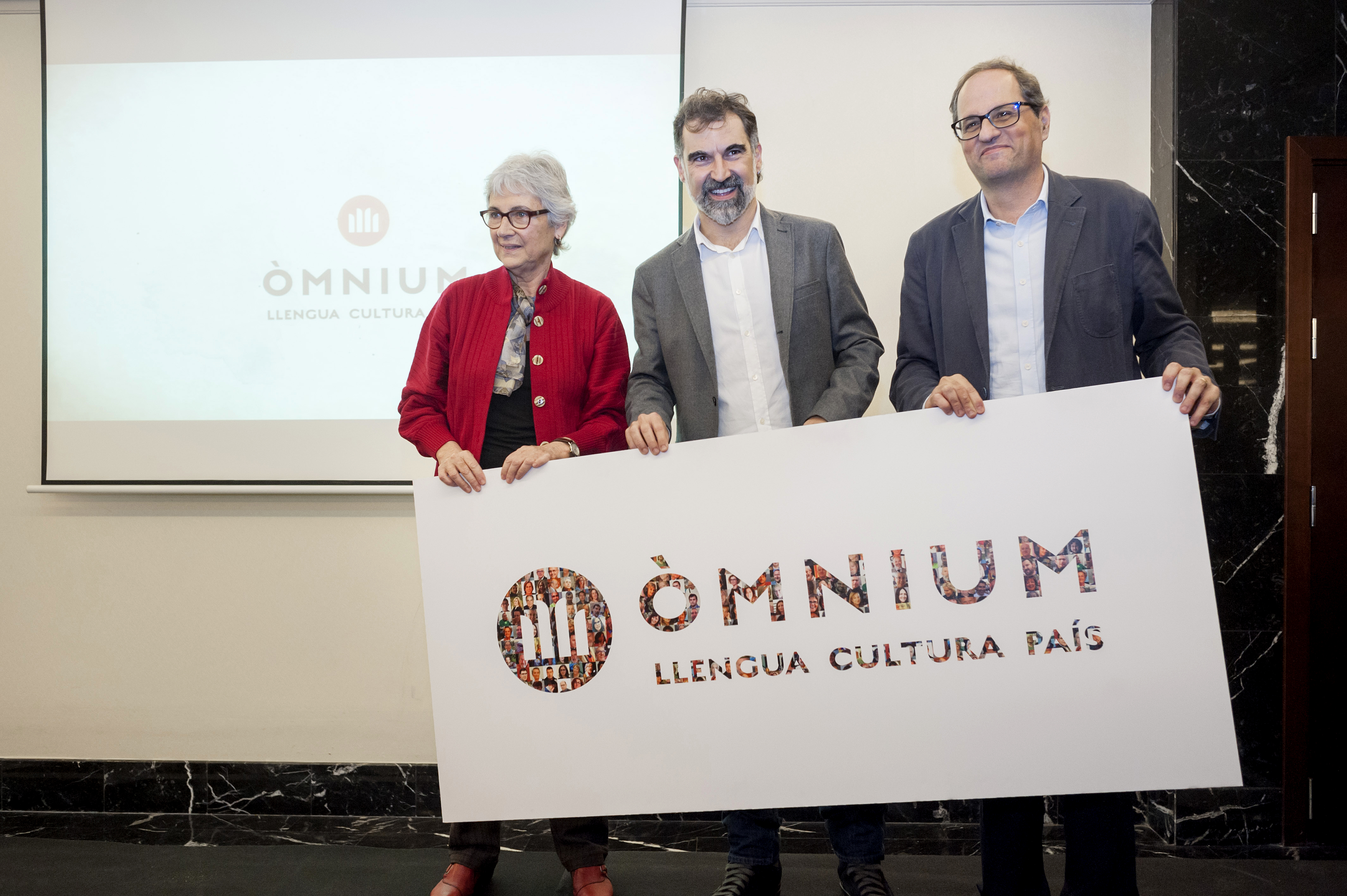
Quim Torra préside Òmnium Cultural pendant quatre mois, succédant à Muriel Casals avant d'être remplacé par Jordi Cuixart.

En juillet suivant, Quim Torra est porté à la présidence d'Òmnium Cultural en remplacement de Muriel Casals, candidate aux élections parlementaires. Pour ce scrutin, il porte l'idée d'une candidature citoyenne, excluant les partis. Cette proposition reçoit l'aval de l'ensemble du mouvement indépendantiste mais l'opposition d'Artur Mas conduit à la solution hybride de la liste Ensemble pour le oui. Il exerce la présidence d'Òmnium à titre provisoire, puisque Jordi Cuixart lui succède dès le mois de décembre suivant.
Le nouveau président de la Généralité Carles Puigdemont le désigne en 2016 comme directeur du Centre d'études des thèmes contemporains (CETC), un laboratoire d'idées rattaché au gouvernement catalan. Il participe en 2016 à la tentative de Liz Castro de prendre la présidence de l'ANC au détriment de Jordi Sànchez — perçu comme trop proche d'Artur Mas — mais celui-ci est finalement réélu. Il est relevé de la direction du CETC dans le cadre de l'application de l'article 155 de la Constitution.

### Député au Parlement de Catalogne
Dans la perspective des élections au Parlement de Catalogne du 21 décembre 2017, Carles Puigdemont invite personnellement Quim Torra à figurer sur la liste de sa coalition indépendantiste Ensemble pour la Catalogne (JuntsxCat) dans la circonscription de Barcelone. Il est effectivement investi candidat, occupant la 11e place sur 85, ce qui assure son élection au soir du scrutin.

## Candidat à la présidence de la Catalogne

### Choix de Carles Puigdemont

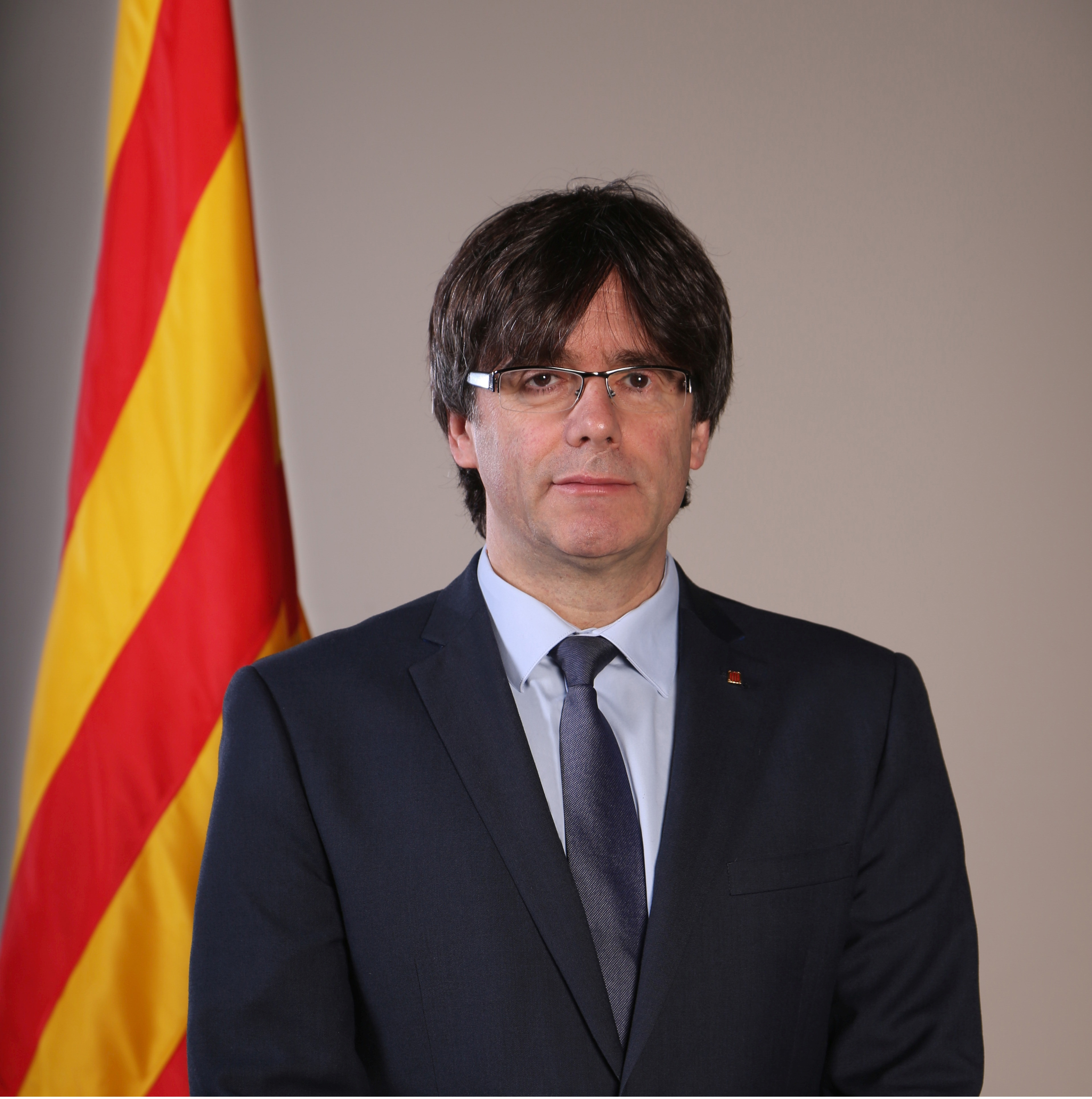
Interdit par la justice d'être investi, Carles Puigdemont choisit personnellement Quim Torra comme candidat de JuntsxCat à l'investiture.

Le 10 mai 2018, après avoir dû renoncer à sa propre candidature, Puigdemont indique que Quim Torra est le candidat de la coalition à la présidence de la Généralité,. Perçu comme extrêmement loyal aux thèses de Puigdemont, son nom était déjà évoqué depuis plusieurs semaines, notamment comme un représentant du courant de JuntsxCat le plus éloigné du Parti démocrate européen catalan (PDeCAT). À l'inverse des trois précédents candidats à l'investiture (Puigdemont, Sànchez et Jordi Turull), il n'est pas mis en cause par la justice dans la procédure pénale concernant la déclaration d'indépendance de la Catalogne. Cette absence de contraintes judiciaires, propre à rassurer le gouvernement espagnol, s'accompagne d'un profil d'indépendantiste radical, à même de séduire la gauche radicale de la Candidature d'unité populaire (CUP).
La possible présidence de Torra est cependant perçue comme transitoire. Ainsi, en accord avec une condition posée par Puigdemont, il ne pourra pas utiliser le bureau du président au Palau de la Generalitat. Toutes les décisions importantes seront validées par l'ancien président, retenu en Allemagne, par l'intermédiaire d'Elsa Artadi, pressentie comme future conseillère à la Présidence.

### Controverse
À peine quelques heures après sa désignation, la presse révèle des messages qualifiés de racistes postés par Quim Torra sur le réseau social Twitter. Publiés sur un compte désactivé depuis, il y affirmait que « Évidemment, nous vivons sous occupation espagnole depuis 1714 » ou « Les Espagnols savent seulement piller ». Il attaque également ses adversaires politiques, déclarant que « Entendre Albert Rivera parler de moralité, c'est comme entendre les Espagnols parler de démocratie » ou « [Les socialistes], pauvres, parlent l'espagnol comme les Espagnols »,,.
Les médias publient ensuite plusieurs articles, dont il a été l'auteur entre 2011 et 2012. Ainsi, dans l'article « La langue et les bêtes » publié le 19 décembre 2012 par le quotidien en ligne El Mon, il qualifie les Espagnols de « charognards, vipères, hyènes » et de « bêtes à forme humaine ». En mai 2011, il juge que « la race du socialiste catalan — qui a compté pendant la République avec un troupeau considérable — est entrée dans un processus de décadence inéluctable par le mélange avec la race du socialiste espagnol ». Il s'attaque en janvier 2012 à la déléguée du gouvernement María Llanos de Luna en estimant que « ne pas vouloir parler la langue du pays, c'est le déracinement, la provincialisation, la volonté persistante de ne pas vouloir assumer l'identité d'où on vit. [...] Quand on décide de ne pas parler en catalan, on décide de tourner le dos à la Catalogne ».

### Réactions
ERC apporte « soutien et confiance » à Quim Torra. Il en va de même pour le PDeCAT, qui indique se trouver « à ses côtés pour rendre effectif ce que les Catalans ont décidé » lors des élections parlementaires. À l'inverse, la CUP ne communique aucune réaction. L'Assemblée nationale catalane se montre pour sa part extrêmement critique : elle considère que ne pas investir Puigdemont constitue « une erreur » et annonce être aux côtés de Torra « tant qu'il mettra en application le mandat du référendum d'indépendance ». La CUP indique finalement le 11 mai qu'une réunion du conseil politique se tiendra 48 heures plus tard pour étudier la demande de certains militants de modifier la décision d'abstention du groupe parlementaire lors du vote d'investiture. Parallèlement, le parti Démocrates de Catalogne (DC), associé à ERC, lance le même jour une consultation de ses adhérents après que le secrétaire général du parti Toni Castellà avait fait savoir que son soutien au nouveau candidat n'était pas automatique. Castellà annonce le 12 mai que 23,5 % des militants de DC ont pris part au vote et que 88,5 % des votants — soit 491 personnes — valident le vote du parti en faveur de Torra.
Sa désignation est critiquée par Ciutadans (Cs), qui dénonce « un autre candidat désigné discrétionnairement à la dernière minute pour sa fidélité à Puigdemont et au processus indépendantiste ». Le Parti des socialistes de Catalogne (PSC) explique que le profil de Torra ne permet pas que leur confiance lui soit accordée, précise qu'il sera « attentif à ses propositions et ses décisions » et juge que le bloc indépendantiste a choisi une personne très sectaire. Le président du gouvernement Mariano Rajoy rappelle que « quel que soit le candidat proposé, il a l'obligation de respecter la loi et être en conditions d'exercer ses responsabilités de président de la Généralité ». Il ajoute par la suite que « L'article 155 n'est déjà plus un article de la Constitution, c'est un précédent et un processus qui restera pour le futur, si c'est nécessaire ».

### Premières déclarations
Dans un entretien à la chaîne publique régionale TV3 le 11 mai, Quim Torra regrette d'être jugé sur la base de ses anciens tweets et non sur sa carrière, ajoutant qu'il présente ses excuses « si quelqu'un les a reçus comme une insulte, car ce n'était pas [son] intention ».
Il annonce qu'une de ses premières mesures sera de lancer un « plan de choc » pour enquêter sur les conséquences de l'application de l'article 155 de la Constitution, nommer un commissaire pour étudier ces conséquences et mettre en œuvre au besoin un « plan de restauration ». Pour lui, le nouveau gouvernement doit servir « de porte-voix pour pouvoir dénoncer la répression, continuer d'avancer dans le processus indépendantiste et de construction de la République ». Il précise qu'il se conformera « à ce que le Parlement décide » et qu'il a l'intention d'accomplir « le mandat issu du référendum d'indépendance » en cherchant à rétablir « les lois suspendues par le Tribunal constitutionnel ».
Il qualifie la situation politique catalane de « crise humanitaire », qu'il justifie en invoquant « des gens en prison et en exil ». Il explique que son action s'appuiera sur trois sources distinctes. De prime abord, « l'espace extérieur », soit l'entourage de Puigdemont et du gouvernement autonome déchu en octobre 2017 ; ensuite, les institutions de la communauté autonome ; enfin, la mobilisation citoyenne. Il affirme vouloir installer un grand ruban jaune — symbole du soutien aux personnalités emprisonnées — sur la façade du Palau de la Generalitat et mettre l'accent sur « l'internationalisation » de la situation politique en Catalogne.

### Débat parlementaire

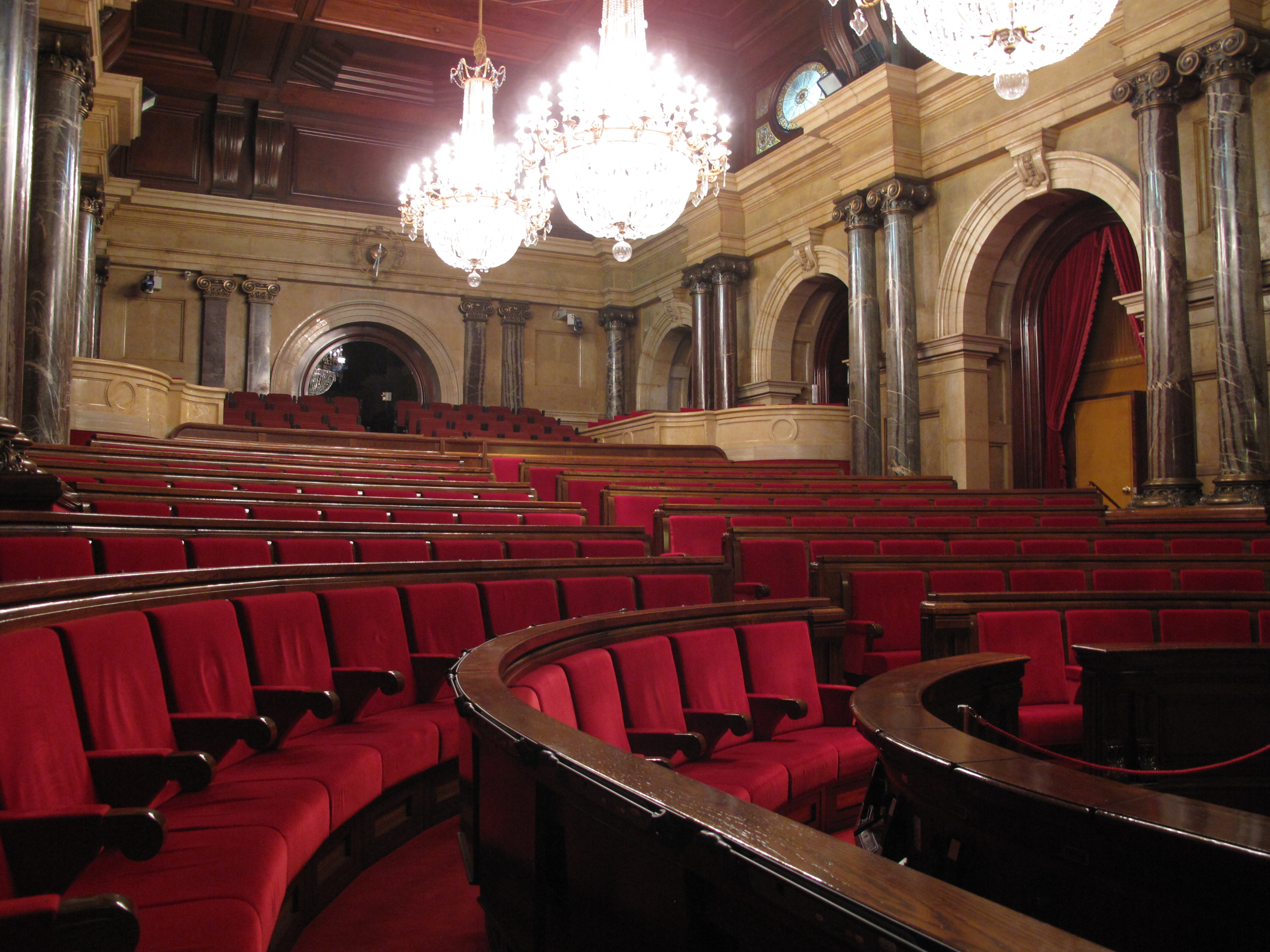
Quim Torra échoue lors du premier vote d'investiture en raison de l'abstention de la CUP.

Le président du Parlement, Roger Torrent, fixe  la séance d'investiture au samedi 12 mai à midi. Les députés du Parti populaire (PP) saisissent alors le Tribunal constitutionnel afin que celui-ci interdise en urgence la délégation de vote accordée à Puigdemont et Toni Comín. Le 9 mai, la juridiction avait en effet admis un recours contre cette délégation mais avait refusé de la suspendre. Une annulation postérieure à l'investiture potentielle de Torra rendrait celle-ci nulle de plein droit car obtenue par des votes illicites.
Il commence son discours en indiquant qu'il ne devrait pas être face aux députés, considérant que Carles Puigdemont « est notre président » et que son but est de former un gouvernement « loyal au mandat issu du référendum d'indépendance du 1er octobre 2017 ». Il juge que la nouvelle étape qui s'ouvrira avec son investiture sera « exceptionnelle » et « transitoire ». Pour lui, « rien ne sera normal jusqu'à ce que nous ayons récupéré nos institutions et notre démocratie ». Après avoir indiqué que le gouvernement espagnol n'aura plus aucune raison — après son investiture — de maintenir l'application de l'article 155 de la Constitution, il ajoute que les indépendantistes n'auront « aucune excuse pour ne pas travailler sans relâche à l'établissement de la République ». Il précise cependant que son projet aura toujours comme priorités « le dialogue, l'accord et l'entente » Il s'adresse ensuite directement au roi Felipe VI. Rappelant au monarque qu'en tant que prince des Asturies, il avait affirmé que « la Catalogne sera ce que les Catalans veulent », il l'interpelle : « il y a des prisonniers politiques, des exilés et des mis en examen. Nous avons voté le 1er octobre et le 21 décembre 2017 et le résultat n'est pas respecté. Non, Sire, il ne l'est pas. ». Il offre ensuite une « main tendue pour parler sans conditions » à Rajoy, puis critique le silence de Jean-Claude Juncker, estimant que « la Catalogne mérite une médiation » européenne et qu'il est honteux qu'il y ait des « prisonniers politiques » au sein de l'Union européenne. Il promet ensuite de lancer un « processus constituant » qui cherchera la « participation maximale des institutions et des citoyens », invitant les Catalans à « imaginer le pays dans lequel ils veulent vivre », ce qu'il qualifie d'« opportunité unique ». Il souhaite alors que le projet issu du processus conduise à « une proposition de Constitution de la république de Catalogne ». Il annonce enfin qu'il a l'intention de retirer la plainte de la Généralité — déposée en vertu de l'application de l'article 155 — contre Artur Mas concernant le vote sur l'avenir politique de la Catalogne de 2014 et qu'il « rétablira, consolidera et augmentera » le réseau des délégations du gouvernement catalan à l'étranger pour « promouvoir une politique extérieure active qui donne une voix propre à la Catalogne » et poursuivre l'« internationalisation du cas catalan ».
À l'issue du vote, il reçoit 66 voix pour et 65 contre, tandis que les quatre députés de la CUP s'abstiennent. La majorité requise étant de 68 voix, un nouveau scrutin à la majorité simple est annoncé pour le 14 mai. La réunion stratégique de la CUP — organisée à Cervera le lendemain du vote — se conclut par une décision de confirmer la position d'abstention lors du second vote. Cela garantit donc l'investiture de Torra à la majorité simple.
Avant le second tour de vote, il présente de nouveau ses excuses pour ses propos controversés. Il dit ainsi regretter « les tweets sortis de leur contexte » et que ceux-ci « aient pu offenser quelqu'un, en aucune manière ce n'était [son] intention de blesser qui que ce soit ». Il conclut en promettant que « cela ne reproduira pas ».

## Président de la généralité de Catalogne

### Investiture

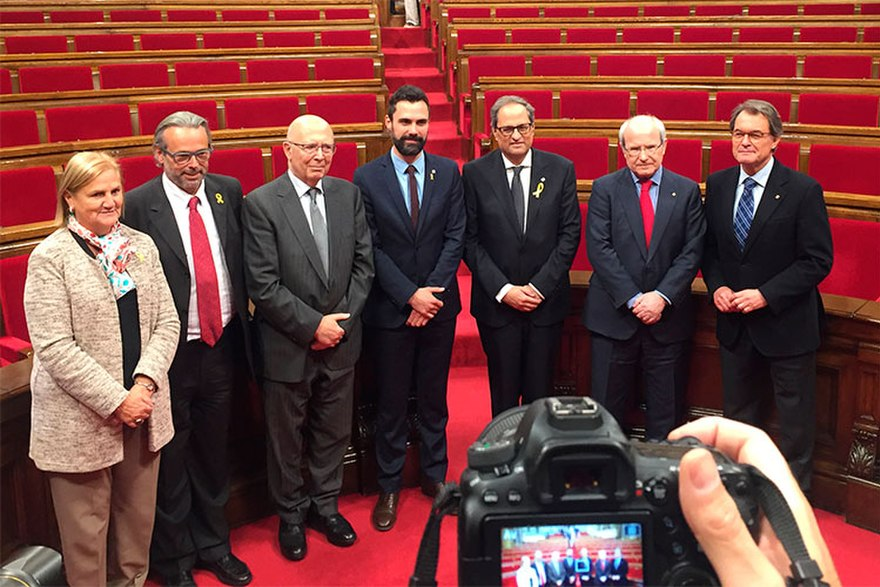
Quim Torra est investi au deuxième vote président de la Généralité de Catalogne.

Le 14 mai Quim Torra est donc élu président de la généralité de Catalogne par 66 voix pour, 65 contre et 4 abstentions, 199 jours après la suspension de l'autonomie et 145 jours après les élections parlementaires. Sa prise de fonctions doit alors intervenir sous cinq jours et après que le roi et le président du gouvernement auront signé le décret de nomination, qui doit être publié au Journal officiel de la Généralité (DOGC). À l'issue du vote, il remercie Puigdemont, s'engageant à ce qu'il soit investi dans le plus proche avenir. Après s'être adressé à ERC en promettant de travailler au « même objectif : construire la République », il proclame : « Vive la Catalogne libre ! » (en catalan : « Visca Catalunya lliure! »).

#### Critiques pour ses propos polémiques
La maire de Barcelone Ada Colau exprime son « profond refus démocratique » de l'investiture de Quim Torra en raison de ses écrits polémiques, qui « déprécient les gens selon qu'ils se sentent Espagnols ou Catalans ». Pour elle, ces messages « sont un danger pour la cohésion sociale et une insulte envers des millions de Catalans ».
L'association SOS Racismo exprime son refus « du discours auquel Quim Torra a eu recours de manière répétée. Un discours dangereux, irresponsable et inacceptable, basé sur les préjugés. Un discours encore plus grave quand il est utilisé depuis une position de pouvoir », tout en demandant que la lutte antiraciste ne soit pas instrumentalisée politiquement. Le président du Parti de l'Alliance des libéraux et des démocrates pour l'Europe (ALDE) — dont fait partie le PDeCAT qui soutient Torra — Hans van Baalen juge « la rhétorique séparatiste et raciste » du nouveau président « en contradiction avec la Constitution espagnole et la volonté de la majorité du peuple catalan », concluant que « c'est le temps du dialogue et de la conciliation, non de la provocation et la confrontation ».

#### Volonté de rétablissement pré-article 155
Quim Torra annonce que l'une de ses premières décisions sera d'envisager la réinstallation de Josep Lluís Trapero dans ses fonctions de commandant des Mossos d'Esquadra. Toujours titulaire de son rang de commissaire principal, il est assigné depuis le 27 octobre 2017 à des tâches administratives du fait de sa destitution par Juan Ignacio Zoido et mis en examen pour sédition pour ses actes durant l'opération Anubis et le référendum d'indépendance du 1er octobre 2017. Au début du mois de juin, Trapero rejette cette proposition, estimant qu'elle ne sera bonne ni pour la police catalane ni pour sa situation judiciaire.
D'une manière plus large, il souhaite rétablir dans leurs fonctions toutes les personnes qui en ont été relevées par le gouvernement central, y compris les conseillers de la Généralité en détention provisoire ou désormais installés à l'étranger, à qui il a par ailleurs l'intention de rendre visite. Toutefois, la quasi-totalité des anciens conseillers membres ou proposés par ERC — Oriol Junqueras, Raül Romeva, Carles Mundó, Meritxell Serret et Dolors Bassa — rejettent cette proposition, préférant ainsi que leurs successeurs « aient les mains libres pour la nouvelle étape ». Toni Comín est le seul à ne pas se prononcer.

#### Appel au dialogue
Dès le lendemain de son investiture, Quim Torra s'envole pour Berlin afin de s'entretenir avec Puigdemont. Lors d'une déclaration postérieure à leur rencontre, Quim Torra appelle Mariano Rajoy à ouvrir le dialogue entre les autorités espagnoles et les institutions catalanes. Estimant que le conflit ne peut « être résolu dans les tribunaux », il souhaite « débuter des conversations dans le respect mutuel pour [y] trouver une solution politique ». L'ancien président ajoute que les indépendantistes ont « ouvert une période de désescalade, maintenant la balle est dans le camp du gouvernement espagnol ».
Le chef de l'exécutif espagnol répond qu'il recevra « le président de la Généralité si celui-ci le demande », considérant qu'« il est positif qu'il y ait une réunion » et que le dialogue avec Puigdemont « n'était pas facile ». Il précise que ces échanges doivent se tenir « dans le cadre de la loi ». Le député de la Candidature d'unité populaire Vidal Aragonés critique pour sa part la main tendue de Torra, en rappelant que « le principal objectif pour la CUP n'est pas le dialogue avec l'État espagnol. Pour le futur gouvernement, le principal objectif doit être l’exercice du droit à l'autodétermination ».

### Entrée en fonction

#### Prestation de serment

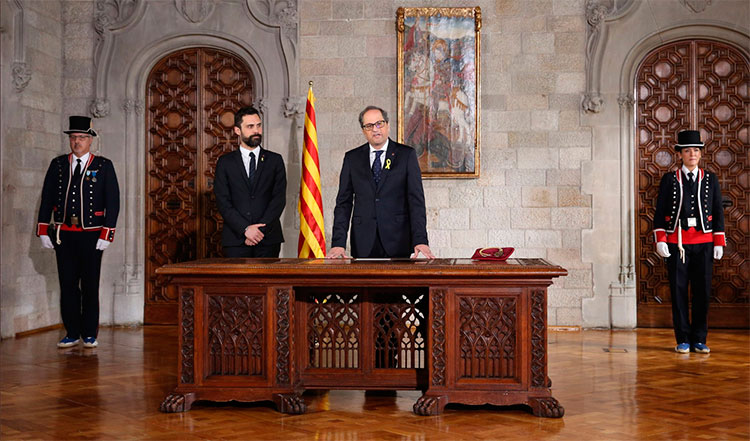
Quim Torra prête serment au Palau de la Generalitat aux côtés de Roger Torrent lors d'une cérémonie très sobre.

Le Journal officiel de la Généralité publie le 16 mai le décret de nomination de Quim Torra, signé la veille par le roi et le président du gouvernement espagnol. La cérémonie de prise de fonction, organisée au Palau de la Generalitat, est supervisée par l'exécutif central puisque l'article 155 reste en vigueur jusqu'à son assermentation. À l'instar de Puigdemont en janvier 2016, le futur chef de l'exécutif catalan entend prêter serment de fidélité « au peuple catalan » plutôt qu'à la Constitution et au statut d'autonomie. Alors qu'elle était attendue pour le jour même, la cérémonie est finalement convoquée le 17 mai. À l'inverse de celle de Puigdemont, qui avait rassemblé 400 invités, la prise de fonction de Torra est annoncée comme un temps bref, sobre et sans convives.
Le gouvernement espagnol fait finalement savoir qu'il ne sera pas représenté lors de sa prise de fonction, dénonçant que « la Généralité a voulu imposer le niveau de la délégation, ce qui n'a pas été accepté ». Il considère en outre que le format retenu « dégrade la dignité de l'institution elle-même ». Seuls seront donc présents la famille du président de la Généralité et le président du Parlement. Les autorités catalanes n'autorisent d'ailleurs qu'une présence limitée de la presse, réduite aux médias publics TV3, Catalunya Ràdio, et aux agences ACN, EFE et Europa Press. Tandis que la Généralité évoque « une restriction des espaces disponibles » et se justifie en indiquant que les trois agences de presse fourniront aux médias absents les images et le son leur permettant de couvrir l'information, les chaînes Telecinco, Antena 3 et l'ordre des journalistes de Catalogne dénoncent cette décision.
Devant Roger Torrent et le secrétaire du gouvernement catalan Victor Cullell, qui a lu le décret de nomination, il prête en fin de matinée le même serment que Puigdemont : « Je jure de remplir loyalement mes obligations de président de la Généralité, avec fidélité envers le peuple de Catalogne représenté par le Parlement ». La cérémonie dure seulement cinq minutes et se tient dans l'antichambre du bureau présidentiel, au lieu de l'habituel salon Sant Jordi. Contrairement à la tradition, il ne revêt pas la médaille présidentielle, qui est normalement remise au nouveau titulaire de la fonction par son prédécesseur et qui a simplement été exposée sur le bureau présent dans la pièce. Il arbore en revanche le ruban jaune, symbole de solidarité avec les dirigeants indépendantistes incarcérés.

#### Formation du gouvernement

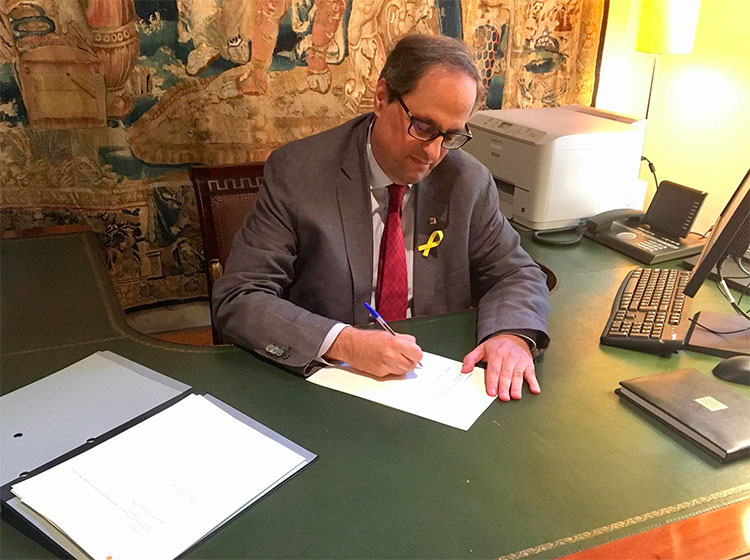
La nomination de la première mouture du gouvernement Torra est bloquée par le gouvernement espagnol.

Quim Torra signe le 19 mai le décret de nomination des 13 conseillers de son gouvernement. Le nouveau chef de file d'ERC Pere Aragonès devient ainsi vice-président de la Généralité et conseiller à l'Économie et aux Finances, tandis que la bras droit de Puigdemont Elsa Artadi est désignée conseillère aux Entreprises et à la Connaissance et porte-parole du gouvernement. Il intègre également deux personnalités des présidences socialistes de la Catalogne, Josep Bargalló — ancien conseiller en chef du gouvernement de Pasqual Maragall — comme conseiller à l'Enseignement et Ernest Maragall, désormais membre d'ERC, ex-conseiller à l'Enseignement et désigné conseiller à l'Action extérieure. Torra rétablit dans leurs fonctions quatre personnalités destituées en octobre 2017 et poursuivis par la justice : le conseiller à l'Intérieur Jordi Turull et le conseiller au Territoire Josep Rull, placés en détention provisoire, le conseiller à la Santé Toni Comín et le conseiller à la Culture Lluís Puig, installés en Belgique.
Du fait de la présence dans cette liste de quatre mis en cause par la justice espagnole, Rajoy annonce — après s'être mis d'accord avec Pedro Sánchez et Albert Rivera — que son gouvernement n'autorisera pas la publication du décret au Journal officiel de la Généralité. Il bloque ainsi la possibilité pour les conseillers d'entrer en fonction, reportant de facto la levée de l'article 155 dans la mesure où celle-ci est conditionnée à la prise de poste des membres du gouvernement de la Généralité. Il dénonce une « provocation » du président de la Généralité, qu'il accuse de maintenir une situation de « confrontation ». Quim Torra défend pour sa part que « le principe de rétablissement est un principe essentiel », estimant que « tous ces candidats ont leurs droits politiques intacts, ils peuvent être conseillers de la Généralité ».
Selon Joan Queralt, professeur des universités en droit pénal de l'université de Barcelone cité par TV3, cette publication n'est qu'une simple formalité administrative, aussi le gouvernement espagnol ne peut la bloquer. Il peut en revanche contester par la suite la nomination des conseillers en justice. Alors que Rull et Turull annoncent une plainte pour prévarication, le Parti nationaliste basque (EAJ-PNV) rappelle que la fin de la suspension de l'autonomie est un préalable à son vote en faveur du projet de loi de finances pour 2018.

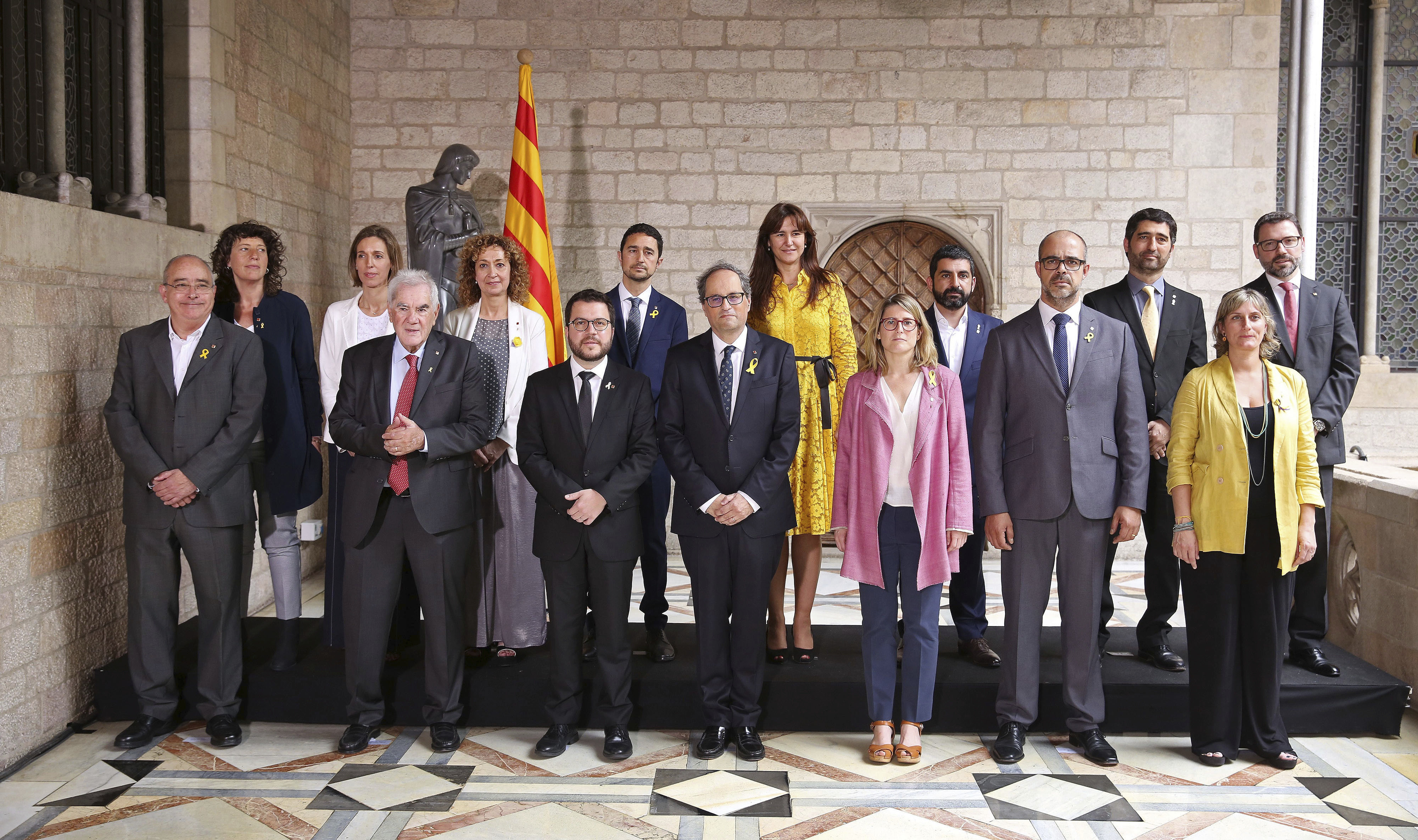
Quim Torra forme son gouvernement après en avoir modifié la composition.

Contrairement à ses prétentions initiales, Quim Torra n'organise pas le 23 mai la cérémonie d'assermentation des conseillers de son gouvernement et la reporte sine die, tout en confirmant sa volonté d'inclure dans son équipe Rull, Turull, Puig et Comín. Il annonce en revanche saisir la commission juridique consultative, un organe de la Généralité analogue au Conseil d'État espagnol, pour qu'elle contrôle la légalité du blocage décidé par le gouvernement Rajoy. Le porte-parole parlementaire d'Ensemble pour la Catalogne Eduard Pujol insiste sur le fait que « le gouvernement de la Généralité est choisi par son président, Quim Torra, et non Mariano Rajoy » et qu'ils continuent de défendre « les droits de ceux qui peuvent être conseillers car leurs droits politiques sont intacts ».
Le 29 mai, après avis du corps supérieur des avocats de l'État, le secrétaire d'État aux Administrations territoriales Roberto Bermúdez de Castro informe Torra que la nomination des quatre mis en cause « n'est pas viable juridiquement, qu'ainsi la publication [du décret de nomination] ne peut être autorisée ». Le président de la Généralité signe le soir même un nouveau décret de nomination dans lequel Rull est remplacé par Damià Calvet (en), Turull par Elsa Artadi (elle-même remplacée par Àngels Chacón puisqu'elle était destinée à une autre fonction), Puig par Laura Borràs et Comín par Alba Vergés. La prise de fonction du gouvernement est alors programmée pour la fin de la semaine.

### Liens avec les autorités de l'État

#### Appel au roi

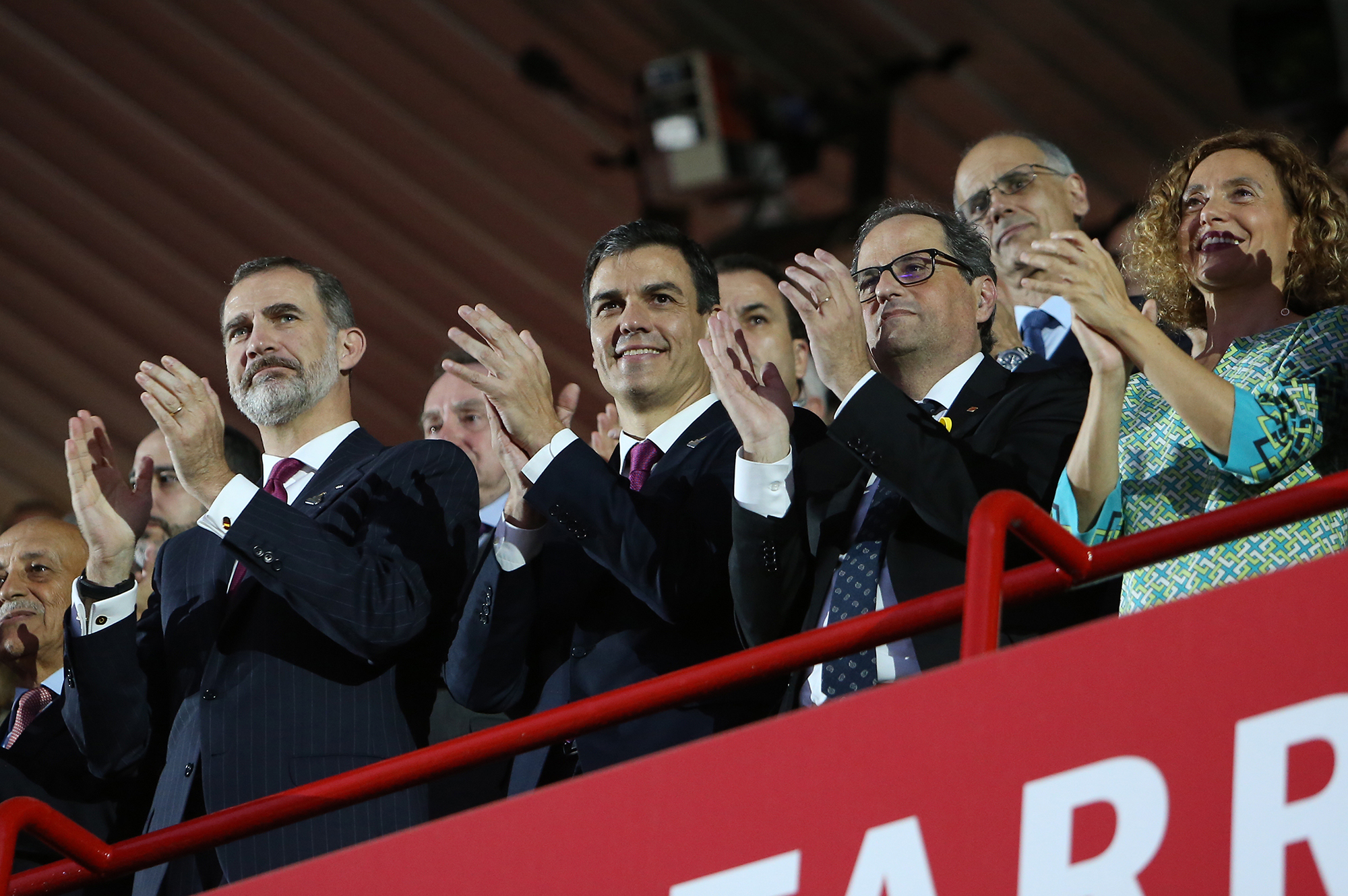
Quim Torra rencontre Felipe VI et Pedro Sánchez le 22 juin 2018 à Barcelone.

Quim Torra indique devant le Parlement le 20 juin 2018 avoir adressé une lettre au roi Felipe VI, cosignée par Artur Mas et Carles Puigdemont. Ce courrier demande au souverain de « faire un geste » pour réparer les blessures causées — selon les dirigeants indépendantistes — par l'allocution du monarque le surlendemain du référendum d'indépendance. À la fin de la missive, le président de la Généralité demande à Felipe VI à ce que tous deux puissent échanger en marge de l'ouverture des Jeux méditerranéens à Tarragone. Il écrit ainsi que « nous devons parler. Je dois pouvoir vous expliquer tout ce que nous avons rédigé dans notre courrier. C'est pour moi un devoir moral. C'est pourquoi je suis convaincu que vous voudrez bien trouver un moment lors de votre visite en Catalogne pour le faire et nous voir ». Après avoir envisagé de boycotter la cérémonie d'ouverture, comme le suggérait Puigdemont, Torra décide finalement de s'y rendre, aux côtés du monarque et du nouveau président du gouvernement Pedro Sánchez. Sa posture est critiquée par son propre camp, Eduard Pujol lui intimant de « cesser de pleurnicher en demandant un geste au roi », alors que la mouvance indépendantiste semble vouloir faire du souverain son nouvel adversaire après le renversement de Mariano Rajoy.

#### Réunion avec Sánchez à la Moncloa

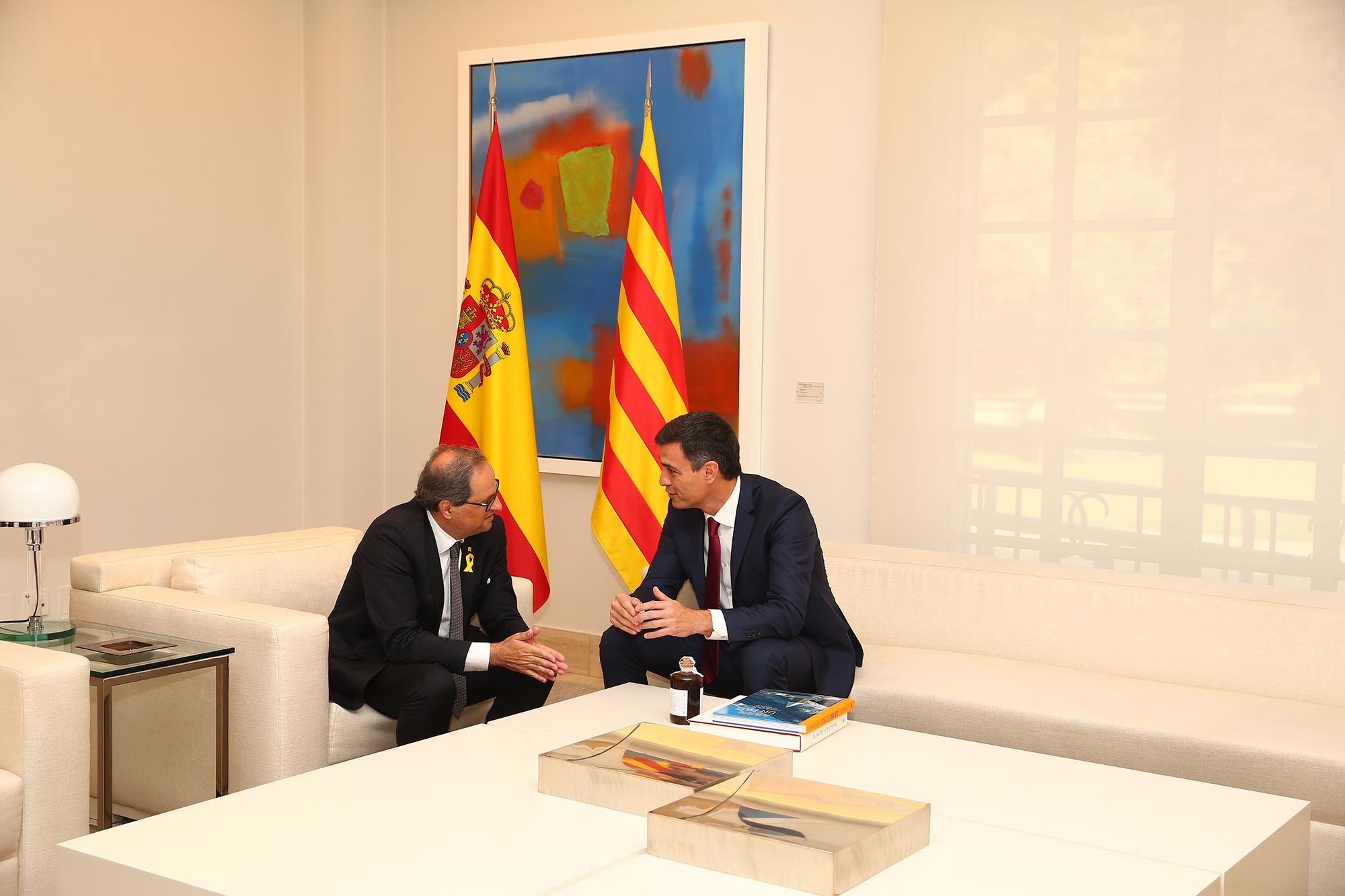
Quim Torra est reçu par Pedro Sánchez au palais de la Moncloa le 9 juillet 2018.

Dans la perspective de la rencontre entre Quim Torra et Pedro Sánchez le 9 juillet 2018 à Madrid, le conseil exécutif décide le 3 juillet de relancer plusieurs instances de dialogue bilatérales entre les deux gouvernements : la commission bilatérale entre l'État et la Généralité, la commission des Affaires économiques et financières, la commission des Infrastructures et la commission des Transferts de compétences. Cette décision — présentée par Elsa Artadi comme « la forme la plus adéquate » de poursuivre au niveau sectoriel les discussions engagées au plus haut niveau politique — est perçue comme un geste clair de détente des indépendantistes au pouvoir vis-à-vis des autorités espagnoles. Le lendemain, la ministre de la Politique territoriale Meritxell Batet affirme devant une commission du Congrès des députés que « chacun des présidents [de communauté autonome] a le droit d'exprimer tout ce qui lui paraît opportun », sous-entendant que Torra pourra évoquer le référendum d'autodétermination avec Sánchez, tout en rappelant que « l'obligation [du gouvernement espagnol] est de défendre la Constitution ».
À la suite de la décision du Conseil des ministres du 6 juillet de déposer un recours en inconstitutionnalité contre une résolution parlementaire réaffirmant l'objectif d'atteindre l'indépendance de la Catalogne, Torra qualifie cette réaction de l'exécutif de « mauvaise nouvelle ». Il estime que « le peuple catalan a gagné le droit à l'autodétermination », reprochant au gouvernement Sánchez de voir le problème « à partir de la prison constitutionnelle espagnole » et faisant appel au droit international. Il souligne toutefois « la bonne prédisposition » de l'exécutif central à se réunir et négocier « après autant de temps ».
Au cours de sa rencontre avec Sánchez au palais de la Moncloa, Torra évoque le droit à l'autodétermination, affirmant que « 80 % des Catalans [y] sont favorables », mais le président du gouvernement refuse de donner suite. À la suite de leurs entretiens, le président de la Généralité met en valeur « la reconnaissance mutuelle des projets qu'ont les gouvernements de l'Espagne et de la Généralité » et explique que « nous sommes d'accord qu'il [la volonté d'indépendance] s'agit d'un problème commun qui doit avoir une solution politique ». Il salue « la relation bilatérale rétablie et que la prochaine réunion se déroulera à Barcelone ». Il a reçu du chef de l'exécutif espagnol l'assurance que la commission bilatérale — en sommeil depuis 2011 — se réunira de nouveau et que le gouvernement a l'intention de retirer des recours en inconstitutionnalité interjetés contre des lois catalanes par Rajoy, comme celles sur le revenu de base, sur la pauvreté énergétique et sur la santé universelle,. Trois jours plus tard, son vice-président Pere Aragonès et la vice-présidente du gouvernement espagnol Carmen Calvo doivent se rencontrer à leur tour à Madrid.
Le contenu des échanges et les décisions adoptées sont vertement critiqués par l'indépendantisme radical. Les Comités de défense de la République (CDR) réclament sa démission et la CUP l'accuse de vouloir « fermer par le haut ce que le peuple a ouvert par le bas lors du référendum d'indépendance ». Affirmant qu'il a assisté à « deux monologues » pour « engager la désescalade », le porte-parole parlementaire de la CUP Vidal Aragonés affirme que Torra ne pourra pas compter sur son parti dans cette direction. Les CDR affirment que « nous n'en sommes pas arrivés là pour jeter l'éponge. Nous n'accepterons ni accord, ni changement de cap ». À l'inverse, le chef de file de Catalogne en commun Xavier Domènech et le premier secrétaire du PSC Miquel Iceta se félicitent de cette rencontre, le premier saluant le début d'une « nouvelle étape » et le second affirmant que « l'objectif de [l'indépendance] ne doit pas empêcher de dialoguer et trouver des accords sur d'autres sujets ». Pour le porte-parole d'ERC Sargi Sabrià, il est « surprenant » que le gouvernement espagnol refuse de reconnaître le droit à l'autodétermination mais c'est une bonne chose qu'un espace de dialogue ait été rétabli.
En trois mois de juillet à octobre, les autorités espagnoles et catalanes tiennent une trentaine de rencontres, dont une dizaine de réunions techniques. Le gouvernement central décide notamment de verser en quatre ans 1,459 milliard d'euros au gouvernement autonome — en paiement du retard d'investissement estimé par la Généralité à 7,6 milliards d'euros — et le ministre de l'Intérieur Fernando Grande-Marlaska approuve l'intégration des Mossos d'Esquadra au Centre du renseignement contre le terrorisme et le crime organisé (Citco), une demande ancienne et répété des autorités de Catalogne.

#### Ultimatum avorté
Le 2 octobre, à l'occasion du débat de politique générale au Parlement de Catalogne, Quim Torra menace directement de bloquer l'action gouvernementale espagnole. Après avoir célébré le premier anniversaire du référendum d'indépendance et jugé que « la patience des Catalans n'est pas infinie », il appelle Pedro Sánchez à proposer d'ici le mois de novembre une proposition pour « un référendum légal, contraignant et reconnu internationalement », faute de quoi « l'indépendantisme catalan ne pourra [lui] garantir la stabilité au Congrès des députés ». Dès le lendemain, il propose une réunion au président du gouvernement « dans les prochaines semaines à la Généralité » afin de parler de tout : « de votre projet pour la Catalogne, ainsi que de l'exercice du droit à l'autodétermination ».
Alors que la porte-parole du gouvernement central Isabel Celaá rappelle que la proposition des autorités espagnoles est « autonomie interne, vivre-ensemble et dialogue » et certainement pas l'indépendance, Torra se trouve rapidement isolé au sein du camp indépendantiste. Si la Gauche républicaine de Catalogne approuve l'idée de chercher des solutions, elle refuse toute forme de pression calendaire. Le président du groupe ERC Sergi Sabrià appelle ainsi à « moins de gesticulations et plus de stratégie ». Quant au Parti démocrate européen catalan, sa vice-présidente Míriam Nogueras affirme que « nous ferons à Madrid ce que nous demande le gouvernement catalan » mais d'autres dirigeants soulignent leur surprise quant à l'ultimatum du président de la Généralité. Finalement, la Gauche républicaine et Ensemble pour la Catalogne déposent une résolution appelant à la tenue d'une consultation populaire contraignante, mais sans poser de conditions ni de délais.

#### Rencontre de Pedralbes
Le 14 décembre, quatre jours après avoir menacé d'envoyer des unités de police nationale pour garantir l'ordre public face aux blocages orchestrés par les Comités de défense de la République (CDR) et à l'absence ressentie de réaction des Mossos d'Esquadra, le gouvernement de l'État propose dans une lettre de la vice-présidente Carmen Calvo que Pedro Sánchez et Quim Torra se rencontrent dans le cadre de la tenue du Conseil des ministres à Barcelone, le 21 décembre, « comme cela se produit habituellement dans des situations similaires ». L'exécutif territorial se dit prêt à accéder à cette requête, à condition qu'il ne s'agisse pas d'un « acte purement protocolaire ».

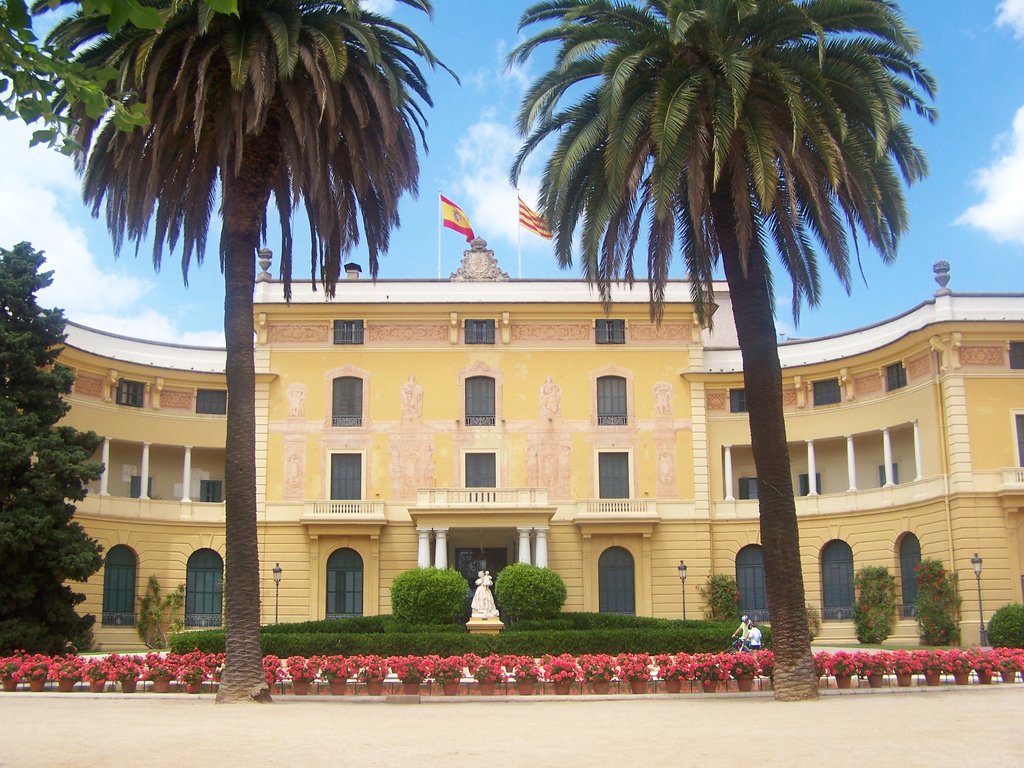
La deuxième réunion entre Quim Torra et Pedro Sánchez a lieu le 20 décembre 2018 au palais de Pedralbes à Barcelone.

Les deux cabinets s'accordent finalement le 19 décembre pour que les présidents espagnol et catalan se rencontrent le 20 décembre au palais royal de Pedralbes. Alors que le président de la Généralité voulait en faire un « sommet bilatéral », le président du gouvernement obtient que des membres de leurs exécutifs s'entretiennent également hors de leur présence. Ce format de réunions séparées ne convient pas pour qualifier cet événement de sommet, ce que le gouvernement espagnol refusait. Torra reçoit effectivement Sánchez à Pedralbes dans la soirée du 20 décembre. Ils sont accompagnés respectivement de Pere Aragonès et Elsa Artadi, et de Carmen Calvo et Meritxell Batet.
L'entretien entre les deux responsables dure 45 minutes, tout comme celui entre les ministres et les conseillers de la généralité de Catalogne. Il débouche sur une déclaration commune par laquelle les autorités centrales et territoriales reconnaissant l'existence d'un « conflit politique » auquel elles apporteront une « réponse démocratique [...] dans le cadre de la sécurité juridique » au travers d'une proposition politique bénéficiant « du large soutien de la société catalane ». La ministre Batet précise que « la solution au problème sera trouvée en élargissant l'espace de dialogue entre les gouvernements, mais aussi le dialogue entre les forces catalanes », précisant que pour l'État cette recherche de solution se fera « dans le respect de la Constitution », bien que ce terme ne figure pas dans le communiqué final. La rencontre de Pedralbes permet ainsi à l'exécutif catalan de pouvoir revendiquer des échanges sur ses demandes d'autodétermination, tandis que le gouvernement espagnol peut mettre en scène l’amélioration de la situation en Catalogne depuis le renversement de Mariano Rajoy tout en préservant sa fragile majorité parlementaire,.
Torra révèle cinq jours après la rencontre avoir remis à Sánchez une « proposition d'accord démocratique » en 21 points, qui prévoit notamment la création d'une médiation internationale entre le royaume d'Espagne et la communauté autonome de Catalogne pour que celle-ci puisse exercer son droit à l'autodétermination. Le gouvernement espagnol répond le 26 décembre en remettant au gouvernement catalan le communiqué commun issu de la réunion de Pedralbes et souligne qu'il constitue « le chemin » pour construire une solution politique en Catalogne.

### Gestion budgétaire provisoire

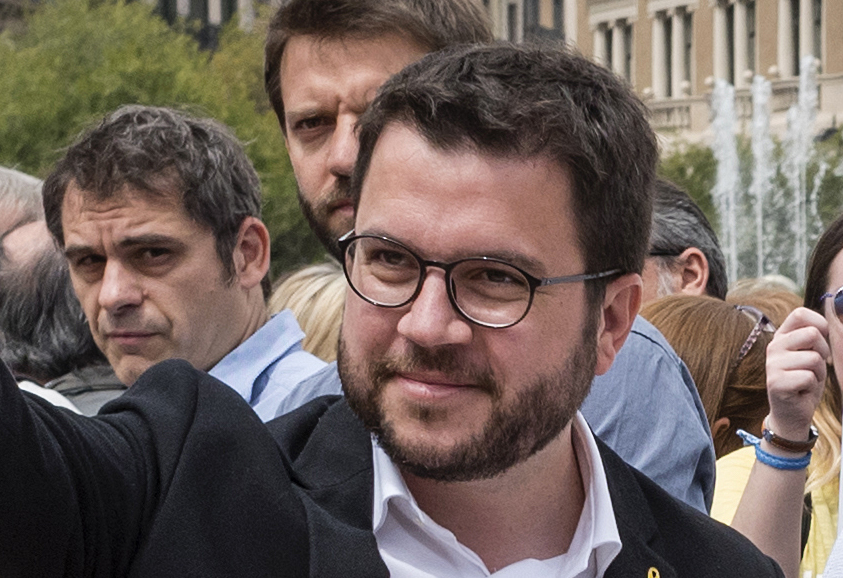
Le projet de loi de finances pour 2019 de Pere Aragonès n'est finalement pas présenté au Parlement.

Le 24 février 2019, Pere Aragonès présente le projet de loi de finances pour 2019, qui prévoit une hausse des dépenses publiques de 7 %, soit 26,15 milliards d'euros. Il précise à cette occasion que le conseil exécutif a simplement pris connaissance du contenu du budget de la communauté autonome mais ne les a pas formellement approuvés. Bien qu'il prévoie une hausse de l'impôt sur les successions et donations et de la tranche haute de la part territoriale de l'impôt sur le revenu, le projet est repoussé par CatComú-Podem. Sa porte-parole Jessica Albiach rappelle que sa formation avait dix exigences, la plupart liées à l'adoption du budget de l'État empêchée quelques jours plus tôt par les indépendantistes. Au Parlement catalan deux jours plus tard, Quim Torra annonce qu'il « continuera de gouverner » en prorogeant l'exécution du budget pour 2017 et qu'il se refusera à présenter une loi de finances qu'il ne serait pas certain de faire adopter, une posture contraire à la loi des finances publiques de la communauté autonome,.
Au début du mois de juin, le président de la Généralité annonce publiquement qu'il a bien l'intention de faire approuver les comptes publics pour l'année en cours par les députés. Cette prise de position s'explique par le renoncement définitif de Carles Puigdemont à essayer de retrouver le pouvoir, donc la nécessité pour Quim Torra de se présenter désormais comme un président pleinement effectif et non un titulaire provisoire attendant le retour de son prédécesseur. Il renonce à son objectif, qui n'était jamais allé plus loin que cette simple prise de parole, un mois plus tard. Le 2 juillet, Aragonès avait clairement signifié qu'il ne se sentait pas lié par les déclarations du chef de l'exécutif territorial en publiant au Journal officiel les lettres de cadrage budgétaire, nécessaires pour l'élaboration de la prochaine loi de finances.
Il se lance ensuite à la conquête d'alliés pour obtenir l'adoption du budget de la communauté autonome pour 2020. Il interpelle le 5 août la Candidature d'unité populaire, appelant « la majorité indépendantiste à se mettre d'accord sur un budget et avancer vers la République ». La gauche radicale rétorque être prête à appuyer le gouvernement si celui-ci donne « un virage à 180 degrés » en matière de politique sociale et d'exercice des compétences dévolues à la Catalogne, citant l'absence de décrets d'application de la loi contre l'homophobie de 2014 ou les mesures très insuffisantes de régulation des prix du logement. Environ deux mois plus tard, c'est de nouveau CatComú-Podem qu'il tente de rallier lors de son discours de politique générale en affirmant être prêt à augmenter l'impôt sur le revenu pour les contribuables les plus riches et créer de nouvelles taxes environnementales, tout en rappelant que la Catalogne a la pression fiscale la plus élevée du pays et que les Catalans paient suffisamment d'impôts pour disposer d'un bon État-providence, mais que le problème réside dans le déficit fiscal,. À la fin du mois de novembre, il élargit son appel à l'ensemble des forces politiques pour bâtir un budget de la Généralité « qui ne soit de personne, mais pour tous ». Aragonès annonce le 16 décembre suivant avoir conclu un accord sur les recettes avec CatComú-Podem, consistant en une réforme fiscale « basée sur la progressivité, la fiscalité verte et juste ».

### Procès pour désobéissance

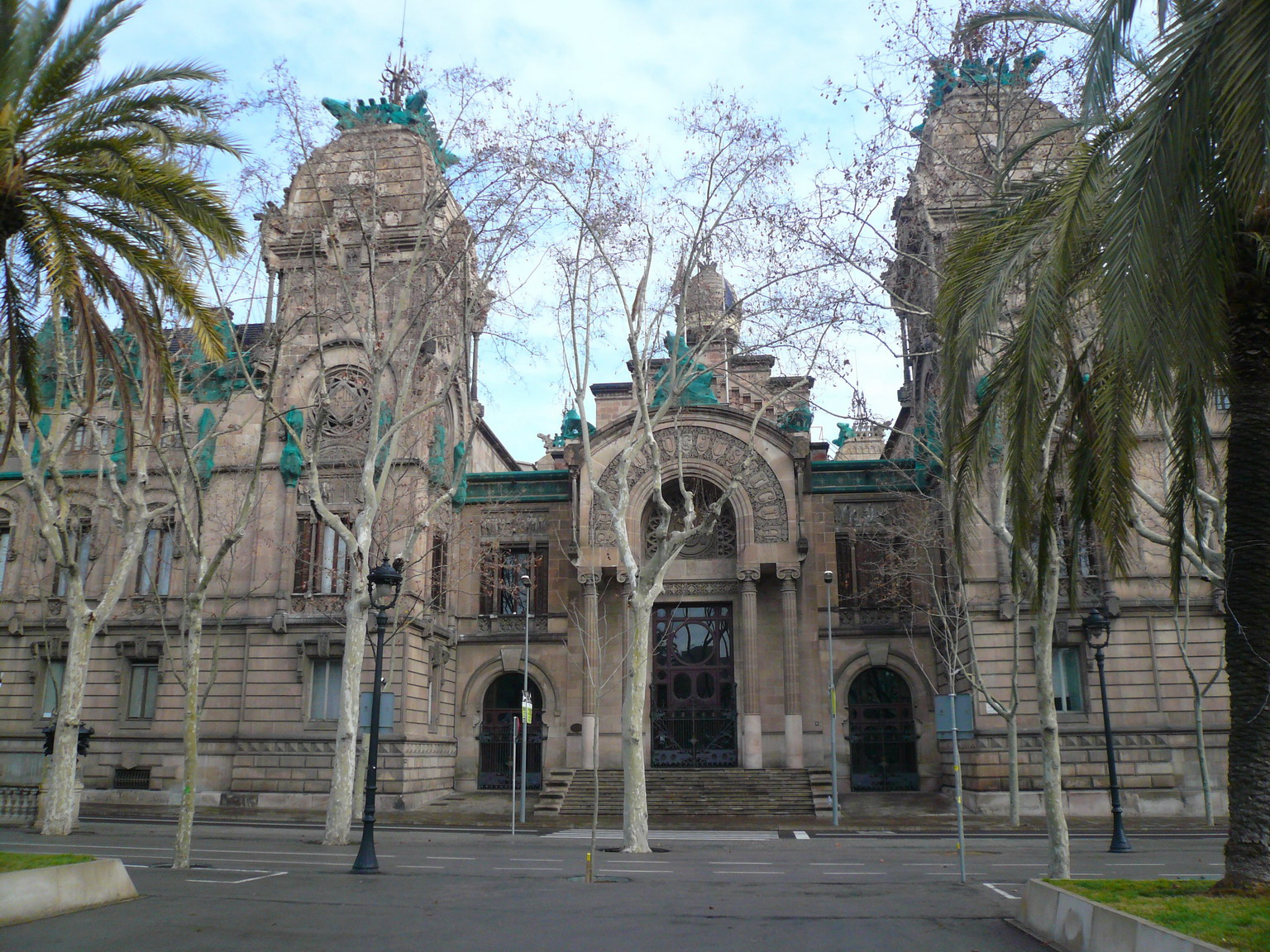
Le tribunal supérieur de justice de Catalogne le condamne pour désobéissance en novembre 2019.

#### Jugement
À l'approche des élections générales anticipées du 28 avril 2019, la Commission électorale centrale (JEC) ordonne à Quim Torra de retirer les symboles indépendantistes présents sur les édifices publics, et notamment la grande pancarte installée au fronton du Palau de la Generalitat représentant un ruban jaune et arborant le slogan « Liberté pour les prisonniers politiques ». Il finit par accéder à cette injonction non sans l'avoir initialement rejetée, ce qui lui vaut d'être convoqué par le tribunal supérieur de justice de Catalogne du chef de « désobéissance ». Le ministère public requiert à son encontre 20 mois d'interdiction d'exercice d'une charge publique et 30 000 euros d'amende.
Lors de l'ouverture de son procès le 18 novembre, il assume « [avoir] désobéi », mais qualifie l'ordre de la JEC d'illégal, se posant en défenseur de la liberté d'expression. Après qu'il a affirmé que « ce tribunal peut me condamner, mais il ne changera pas le destin de ce pays », le procureur lui rétorque « le drapeau étoilé et les rubans jaunes ne représentent pas tous [les Catalans] ». Accusation populaire lors de ce procès, le parti d'extrême droite Vox réclame le double des peines requises par le parquet.
Il est condamné le 19 décembre à 18 mois d'interdiction d'exercice d'une charge publique et à 30 000 euros d'amende. En réaction, Torra annonce qu'il compte faire appel devant le Tribunal suprême, tout en expliquant que « [sa] confiance dans la justice espagnole est nulle » et en affirmant que « un tribunal politique ne [le] déchoira pas, seul le Parlement peut le faire ». Il qualifie en outre le verdict de « politique et injuste ».

#### Débats sur sa déchéance immédiate
Le Parti populaire et Ciudadanos saisissent ensuite la Commission électorale provinciale (JEP) de Barcelone pour qu'elle prononce la déchéance immédiate de Quim Torra de son mandat parlementaire, conformément à une disposition du Code électoral prévoyant que celle-ci est de droit si le titulaire d'une charge publique est condamné pour un délit contre l'administration publique — catégorie dans laquelle rentre la désobéissance — sans attendre que cette condamnation soit ferme et définitive. La JEP rejette cette requête le 24 décembre sur la base de l'absence de précédent d'application de cet article à un élu dont le mandat conditionne sa charge exécutive et d'une disposition du statut d'autonomie qui impose que la condamnation soit ferme et définitive pour prononcer la cessation des fonctions du président de la Généralité.
Trois jours plus tard, les deux partis de droite présentent une requête devant la Commission électorale centrale sur les mêmes fondements et dans le même but. L'instance électorale annonce qu'elle se prononcera sur cette demande le 3 janvier 2020, une date qui pourrait coïncider avec le débat d'investiture de Pedro Sánchez au Congrès des députés. Une destitution immédiate de Torra mettrait alors en difficulté une position conciliante d'ERC.

### Déchéance

#### Décision de la JEC et recours
Au jour prévu, et après cinq heures de débat, la JEC se prononce par sept voix contre six en faveur de l'annulation de l'accréditation de Quim Torra comme député, établie à la suite des élections du 21 décembre 2017. Les proches du président de la Généralité annoncent alors un recours devant la chambre du contentieux administratif du Tribunal suprême pour faire annuler cette décision, qui ne sera applicable qu'une fois intégralement notifié à l'intéressé. Ce pourvoi n'étant pas suspensif, ils ajoutent qu'ils déposeront un référé en suspension sur lequel la plus haute juridiction devra se prononcer sous minuit. En réaction, des centaines de personnes se réunissent sur la place Sant Jaume de Barcelone dans la soirée, tandis que des militants de l'Assemblée nationale catalane (ANC) descendent le drapeau espagnol du palais de la Généralité et replacent sur son fronton la pancarte ayant valu à Torra sa condamnation judiciaire ; le drapeau est de nouveau hissé au bout de 15 min et le gouvernement catalan rejette toute responsabilité quant aux actions de l'ANC.
Il remet le 7 janvier à la JEC un courrier confirmant à l'instance électorale son intention d'interjeter appel devant le Tribunal suprême et de demander comme mesure provisoire l'inexécution de la déchéance de son mandat parlementaire. La résolution, notifiée le jour même, précise néanmoins que les instances électorales ne sont pas compétentes pour déterminer si Quim Torra doit être relevé de ses fonctions de président de la Généralité à la suite de sa destitution comme député catalan et qu'il revient au Parlement de Catalogne de le déterminer. Pour JxCat, perdre son mandat parlementaire n'entraîne pas le départ de la présidence de la communauté autonome puisque cette perte n'entre pas dans les conditions conduisant à la cessation des fonctions présidentielles ; pour Ciudadanos, le PP et Vox, cette cessation est au contraire automatique puisque seul un député peut être élu à la direction de l'exécutif catalan.

#### Débats juridiques et soutien du Parlement
Le 10 janvier, la chambre du contentieux administratif du Tribunal suprême rejette à l'unanimité le référé suspension déposé par Quim Torra contre l'application immédiate de la déchéance de son mandat, considérant que son recours ne fait pas état de circonstances d'une urgence telle qu'il faudrait y donner droit. Le bureau du Parlement, réuni quatre jours plus tard, confirme le président de la Généralité dans son mandat de parlementaire, malgré la résolution de la commission électorale provinciale déclarant vacant son siège ; la décision est adoptée par JxCat, ERC et le PSC sur la base d'un rapport des administrateurs parlementaires qui considère que la JEC n'est pas compétente pour destituer ainsi un député.
Dans son mémoire communiqué aux juges le 17 janvier 2020, le procureur en chef du contentieux administratif du Tribunal suprême juge que la haute juridiction — qui a simplement repoussé le caractère urgent de la situation de Torra dans son arrêt du 10 janvier — peut faire droit à sa demande de suspension de son inhabilitation. Selon le représentant du ministère public, il existe un débat juridique concernant la compétence de la commission électorale centrale pour prononcer la déchéance d'un parlementaire puisque la loi électorale ne la dote pas expressément du pouvoir de destituer un député et proclamer son remplacement, et que jamais encore elle ne s'était trouvée dans la situation de prendre une telle décision au sujet d'un parlementaire exerçant la plénitude de son mandat.

#### Confirmation par le Tribunal suprême puis le Parlement
Dans sa décision du 23 janvier, la haute juridiction considère que Quim Torra est bel et bien inhabilité à l'exercice d'une charge publique et qu'il doit donc renoncer à son mandat, après quoi la JEP de Barcelone accorde 48 heures au Parlement catalan pour lui communiquer le nom de son remplaçant. Passé ce délai, la commission électorale le désignera d'office.
En réaction, Torra déclare que « rien n'a changé et nous ne ferons pas marche arrière », affirmant que « je suis député et président de la Catalogne car les citoyens l'ont voulu et le Parlement l'a voté ». Le Parti des socialistes de Catalogne demande alors la rédaction d'un nouveau rapport des administrateurs parlementaires, ce à quoi le président de l'assemblée Roger Torrent s'oppose pour que les juristes n'aient pas à se dédire de leur dernier écrit, dans lequel ils soutenaient le maintien de Torra dans son mandat parlementaire — en raison de l'incompétence de la Commission électorale centrale — et dans sa fonction présidentielle même en cas de perte de son siège dans l'hémicycle.
Au matin du 27 janvier, le secrétaire général du Parlement annonce avoir donné des instructions pour retirer l'accréditation parlementaire de Quim Torra et l'accorder à la suivante non-élue sur la liste de JuntsxCat, Maria Senserrich, qui annonce ne pas avoir l'intention de prendre possession de son mandat. Le bureau de l'assemblée confirme les actes du haut fonctionnaire quelques heures plus tard, Torrent s'exposant à une plainte pour désobéissance s'il confirmait Torra dans son mandat. Au début de la séance plénière convoquée ensuite, le président du Parlement annonce que les votes que le président de la Généralité pourraient émettre ne seront pas comptabilisés, afin de garantir la validité juridique des décisions adoptées, tout en s'engageant à travailler pour que Torra récupère son siège. Ce dernier rétorque que « je suis député et président de la Catalogne, et seule l'assemblée plénière peut changer ces deux réalités », concluant « je vous demande de garantir mes droits de député, comme vous l'avez toujours fait ».

#### Rejet de son appel par le Tribunal suprême
En parallèle de son recours contre son inhabilitation, Quim Torra fait appel de sa condamnation pour « désobéissance ». Dans un arrêt rendu le 28 septembre 2020, le Tribunal suprême confirme le jugement rendu en première instance ; à l'unanimité, les cinq juges de la chambre pénale considèrent que « la commission électorale centrale est l'autorité supérieure dans le domaine électoral » et estiment que face à ses consignes, le président de la Généralité a désobéi de manière « réitérée » et « entêtée ». Quelques heures après le rendu du verdict, le tribunal supérieur de justice de Catalogne notifie la sentence à Quim Torra, ce qui la rend immédiatement exécutoire et engendre automatiquement sa destitution de la présidence de la généralité de Catalogne.
Cette décision est vertement critiquée par Ensemble pour la Catalogne et la Gauche républicaine de Catalogne, tandis qu'elle est saluée par le Parti populaire, Ciudadanos et Vox,. La première vice-présidente socialiste du gouvernement espagnol Carmen Calvo appelle de son côté à la tenue de nouvelles élections parlementaires au plus vite.
Les deux partis au pouvoir passent entre eux un accord pour coordonner leur réaction et régir le travail de l'exécutif en affaires courantes, prévoyant notamment la présentation de motions dans les conseils municipaux, au Parlement européen et dans tout autre organisme international ; le vice-président Pere Aragonès sera chargé de diriger le gouvernement territorial, ne pourra pas utiliser les ressources mises à disposition de la présidence et présidera le comité de suivi de la pandémie de Covid-19 ; la représentation au sein de la conférence des présidents ne sera pas assurée, sauf s'il est prévu de négocier des décisions, auquel cas la Catalogne sera représenté par le conseiller compétent sur le domaine évoqué.
Le 21 octobre, Roger Torrent indique en ouverture de la séance plénière qu'aucune candidature pour le remplacement de Quim Torra ne lui a été soumise, ce qui équivaut juridiquement à une investiture ratée et déclenche le délai de deux mois à l'issue duquel le Parlement sera automatiquement dissous faute d'investiture. Le décret de dissolution est publié le 22 décembre et convoque de nouvelles élections le 14 février 2021.

#### Recours devant le Tribunal constitutionnel
Au lendemain de sa condamnation, Quim Torra décide de contester celle-ci devant le Tribunal constitutionnel en introduisant un recours en garantie des droits fondamentaux (amparo). À l'occasion de cette requête, il réclame la suspension avec effet immédiat de la peine d'interdiction d'exercice d'une charge publique qui lui est appliquée ; l'objectif qu'il poursuit est alors d'épuiser au plus vite l'ensemble des voies de recours disponibles devant les juridictions espagnoles afin de se tourner vers la Cour européenne des droits de l'homme (CEDH). Par une décision rendue à l'unanimité le 6 octobre, les juges constitutionnels admettent son recours mais rejettent sa demande de suspendre avec effet immédiat l'exécution de sa peine d'interdiction d'exercice d'une charge publique. Le recours en lui-même est rejeté le 23 février 2022 par le Tribunal constitutionnel, qui juge que la condamnation de Quim Torra a été prononcée en raison de son refus d'obtempérer aux consignes de la Commission électorale centrale et d'un mauvais usage des bâtiments publics, et non du fait de ses idées, opinions ou prises de position.

## Œuvres
- Girona encisa (2005), avec Ramon Creus
- Ganivetades Suïsses (2007)
- Periodisme? Permetin! La vida i els articles d'Eugeni Xammar (2008), biographie d'Eugeni Xammar
- El Bibliobús de la Llibertat (2008), avec Miquel Joseph i Mayol et Jaume Ciurana.
- Viatge involuntari a la Catalunya impossible (2010), Prix Carles Rahola de l'essai
- Honorables. Cartes a la pàtria perduda (2011).
- Un bohemi al cabaret del món. Vida de Manuel Fontdevila, un senyor de Granollers (A Contravent, Barcelone, 2013)  (ISBN 978-84-15720-11-9)